# 財政投融資特別会計国債
財政投融資特別会計国債（ざいせいとうゆうしとくべつかいけいこくさい）は、日本国債の一種で、特別会計に関する法律64条1項に基づいて発行される公債である。略称は財投債。2007年度（平成19年度）以前の名称は財政融資資金特別会計国債。

## 概要
かつて財政投融資は大蔵省（のち財務省）の資金運用部が運用していた。財投改革で2001年4月に資金運用部を廃止、つまり郵便貯金と年金積立金を資金運用部へ預託するのをやめた。結果として、これまで資金運用部から融資を受けていた財投機関は、市場から新たに資金を調達する必要に迫られた。
そこで、自己の信用で資金調達のできる機関は財投機関債を発行して調達するようになった。自己の信用では調達できない機関は、財務省の審査を経て政府の保証が付いた政府保証債を発行する。財投機関債と政府保証債のいずれによっても調達のできない機関は、財務省が国債を発行して資金を用立ててやるが、この国債が財投債である。
財投債は、商品性も通常の国債（普通国債）と同じで、発行も通常の国債と合わせて行われているため、金融商品として見た場合、通常の国債と全く変わらない。したがって、「財投債」という名称の債券が、通常の国債とは別に販売されているわけではない。また、発行限度額について国会の議決を受けている点でも通常の国債と同じであり、各年度の国債発行計画の中にも位置付けられている。
通常の国債との違いは、次の2点にまとめられる。
1. 国債の発行によって調達された資金が財政融資資金の貸付けの財源となる（財政投融資特別会計の財源となる。）。
2. 償還・利払いが財投機関に融資する資金の貸付回収金によって賄われている。

この点、通常の国債は、一般会計の歳出の財源となり、租税などを償還財源としている。こうした扱いの違いから、財投債は、経済指標の国際的な基準である国民経済計算体系（SNA）上も、一般政府の債務には分類されていない。
2009年度（平成21年度）の財投債の発行予定額は8兆円、財投債の残高は2008年度（平成20年度）末で131兆501億円となっている。